# Lanzarote
Lanzarote er en spansk ø i de Kanariske Øer med ca. 142.000 (pr. 2012) indbyggere. Øens hovedstad er Arrecife.
Øen er en vulkanø, der er dannet rundt om vulkanen Timanfaya, der fortsat er aktiv. Den er en yndet turistmål for mange spaniere, der oftest holder til mod syd, samt en række andre europæere, der fortrinsvis holder til mod nord.
I kommunen Tinajo, der ligger i den nordøstlige del af øen, findes Club La Santa, hvor mange idrætsfolk og eventyrere rejser til for at træne i de sportsgrene, der kan tilbydes i centeret.
Det første nedskrevne navn på øen var "Insula de Lanzarotus Marocelus" efter den genovesiske navigatør Lancelotto Malocello.

## Administration
Øen er inddelt i syv kommuner:
- Arrecife
- Haría
- San Bartolomé
- Teguise (indeholder øen La Graciosa lidt øst for Lanzarotes nordspids)
- Tías
- Tinajo
- Yaiza

## Kultur
- El Golfo (En svovlsø i et krater ud til vandet.)
- Los Hervídores (En speciel formation af Feldspat, der danner en grotte i vandet hvor bølger kommer fra begge sider)
- Playa de Papagayo (En berømt strand)
- Mirador del Rio (En restaurant/café med en formidabel udsigt over Isla La Graciosa)

Det meste af handlingen i Michel Houellebecqs kortroman Lanzarote finder sted på øen.

## Transport
Lufttrafik til øen foregår via Lanzarote Lufthavn, som er beliggende fem kilometer fra Arrecife. Den betjente i 2012 over 5 millioner passagerer.